# Nemesia (plante)
Genre
Classification APG III (2009)
Nemesia est un genre de plantes classiquement placé dans la famille des Scrophulariaceae. Il compte plus d'une cinquantaine d'espèces.
Ce sont des plantes herbacées pérennes et annuelles, et sous-arbustes d'origine sud-africaine,. C'est une plante largement cultivée, et dont de nombreux hybrides ont été produits. Leurs fleurs, qui ne présentent qu'un seul axe de symétrie (ce qui est typique des lamiales), arborent généralement quatre pétales supérieurs ainsi qu'un ou deux pétales inférieurs, lesquels confèrent à l'inflorescence un aspect qui rappelle une gueule ouverte.

## Quelques espèces
Espèce comprennent
| - Nemesia acornis K.E.Steiner - Nemesia acuminata Benth. - Nemesia affinis Benth. - Nemesia albiflora N.E.Br. - Nemesia anfracta Hiern - Nemesia angustifolia Grant ex Range - Nemesia anisocarpa E.Mey. ex Benth. - Nemesia azurea Diels - Nemesia barbata (Thunb.) Benth. - Nemesia bicornis (L.) Pers. - Nemesia bodkinii Bolus - Nemesia brevicalcarata Schltr. - Nemesia caerulea Hiern - Nemesia calcarata E.Mey. ex Benth. - Nemesia cheiranthus E.Mey. ex Benth. - Nemesia chrysolopha Diels - Nemesia cynanchifolia Benth. - Nemesia deflexa Grant ex K.E.Steiner - Nemesia denticulata (Benth.) Grant ex Fourc. - Nemesia diffusa Benth. - Nemesia euryceras Schltr. - Nemesia fleckii Thell. - Nemesia floribunda Lehm. - Nemesia fruticans (Thunb.) Benth. - Nemesia glabriuscula Hilliard & B.L.Burtt - Nemesia glaucescens Hiern - Nemesia gracilis Benth. - Nemesia grandiflora Diels - Nemesia hanoverica Hiern - Nemesia hemiptera K.E.Steiner - Nemesia ionantha Diels - Nemesia karasbergensis L.Bolus | - Nemesia karroensis Bond - Nemesia lanceolata Hiern - Nemesia leipoldtii Hiern - Nemesia ligulata E.Mey. ex Benth. - Nemesia lilacina N.E.Br. - Nemesia linearis Vent. - Nemesia lucida Benth. - Nemesia macrocarpa (Aiton) Druce - Nemesia macroceras Schltr. - Nemesia marlothii Grant ex Range - Nemesia maxii Hiern - Nemesia melissifolia Benth. - Nemesia micrantha Hiern - Nemesia pageae L.Bolus - Nemesia pallida Hiern - Nemesia parviflora Benth. - Nemesia petiolina Hiern - Nemesia picta Schltr. - Nemesia pinnata (L.f.) E.Mey. ex Benth. - Nemesia platysepala Diels - Nemesia psammophila Schltr. - Nemesia pubescens Benth. - Nemesia pulchella Schltr. ex Hiern - Nemesia rupicola Hilliard - Nemesia saccata E.Mey. ex Benth. - Nemesia silvatica Hilliard - Nemesia strumosa (Benth.) Benth. - Nemesia umbonata (Hiern) Hilliard & B.L.Burtt - Nemesia violiflora Roessler - Nemesia viscosa E.Mey. ex Benth. - Nemesia williamsonii K.E.Steiner - Nemesia zimbabwensis Rendle |